# Damien Johnson
Damien Michael Johnson (* 18. November 1978 in Lisburn) ist ein ehemaliger nordirischer Fußballspieler.

## Karriere
Der rechte Mittelfeldspieler begann seine Karriere bei Nottingham Forest, ehe er zur Jugendmannschaft der Blackburn Rovers wechselte. 1997 wurde Johnson in die erste Mannschaft geholt. Sein Debüt hatte er am 30. September 1997 im League-Cup-Spiel gegen Preston North End. Im Januar 1998 wurde er zu Nottingham Forest ausgeliehen. Ab der Saison 2002/03 spielte er bei Birmingham City. Am 1. Februar 2010 unterzeichnete Johnson einen auf zweieinhalb Jahre befristeten Vertrag beim Zweitligisten Plymouth Argyle.

## Erfolge
- 1 Mal englischer League-Cup-Sieger mit den Blackburn Rovers (2002)